# Élections législatives de 1988 dans les Côtes-du-Nord
Les élections législatives françaises de 1988 se déroulent les 5 et 12 juin 1988. Dans le département, cinq députés sont à élire dans le cadre de cinq circonscriptions.

## Élus
| Circonscription | Député sortant        | Parti                 | Parti                 | Député élu ou réélu | Parti | Parti |
| --------------- | --------------------- | --------------------- | --------------------- | ------------------- | ----- | ----- |
| 1re             | Scrutin proportionnel | Scrutin proportionnel | Scrutin proportionnel | Yves Dollo          |       | PS    |
| 2e              | Scrutin proportionnel | Scrutin proportionnel | Scrutin proportionnel | Charles Josselin    |       | PS    |
| 3e              | Scrutin proportionnel | Scrutin proportionnel | Scrutin proportionnel | Didier Chouat       |       | PS    |
| 4e              | Scrutin proportionnel | Scrutin proportionnel | Scrutin proportionnel | Maurice Briand      |       | PS    |
| 5e              | Scrutin proportionnel | Scrutin proportionnel | Scrutin proportionnel | Pierre-Yvon Trémel  |       | PS    |

## Positionnement des partis
L'UDF et le RPR se présentent unis sous l'étiquette « Union du Rassemblement et du Centre » tandis que les candidats du Parti socialiste se rangent sous la bannière de la « Majorité présidentielle pour la France unie », slogan de la campagne présidentielle de François Mitterrand.
Dans les circonscriptions de Dinan et Lamballe-Loudéac, deux députés sortants sont candidats : Charles Josselin (PS) et
René Benoît (UDF-PR) dans la 2e circonscription, Didier Chouat (PS) et Sébastien Couëpel (UDF-CDS) dans la 3e.

## Résultats
Les résultats des élections proviennent du quotidien Le Monde,.

### Résultats à l'échelle du département
| Parti          | Parti                               | Premier tour | Premier tour | Second tour | Second tour | Sièges |
| Parti          | Parti                               | Voix         | %            | Voix        | %           | Sièges |
| -------------- | ----------------------------------- | ------------ | ------------ | ----------- | ----------- | ------ |
|                | Parti socialiste                    | 133 577      | 45,47        | 109 806     | 59,67       | 5      |
|                | La France unie                      | 133 577      | 45,47        | 109 806     | 59,67       | 5      |
|                |                                     |              |              |             |             |        |
|                | Union pour la démocratie française  | 58 965       | 20,07        | 22 781      | 12,38       | 0      |
|                | Rassemblement pour la République    | 37 175       | 12,65        | 51 429      | 27,95       | 0      |
|                | Divers droite                       | 10 296       | 3,50         |             |             | 0      |
|                | Union du Rassemblement et du Centre | 106 436      | 36,22        | 74 210      | 40,33       | 0      |
|                |                                     |              |              |             |             |        |
|                | Parti communiste français           | 38 914       | 13,25        | Retrait     | Retrait     | 0      |
|                | Front national                      | 12 803       | 4,36         |             |             | 0      |
|                | Régionaliste (Emgann)               | 2 030        | 0,69         | 0           |             |        |
|                |                                     |              |              |             |             |        |
| Inscrits       | Inscrits                            | 413 109      | 100,00       | 251 027     | 100,00      | 5      |
| Abstentions    | Abstentions                         | 114 143      | 27,63        | 61 340      | 24,44       |        |
| Votants        | Votants                             | 298 966      | 72,37        | 189 687     | 75,56       |        |
| Blancs et nuls | Blancs et nuls                      | 5 206        | 1,74         | 5 671       | 2,99        |        |
| Exprimés       | Exprimés                            | 293 760      | 98,26        | 184 016     | 97,01       |        |

### Résultats par circonscription

#### Première circonscription (Saint-Brieuc)
| Candidat       | Candidat          | Parti          | Premier tour | Premier tour | Second tour | Second tour |  |
| Candidat       | Candidat          | Parti          | Voix         | %            | Voix        | %           |  |
| -------------- | ----------------- | -------------- | ------------ | ------------ | ----------- | ----------- |  |
|                | Yves Dollo élu    | PS             | 21 093       | 41,48        | 31 860      | 58,30       |  |
|                | Bruno Joncour     | UDF (PR) (URC) | 13 669       | 26,88        | 22 781      | 41,69       |  |
|                | Édouard Quemper   | PCF            | 8 581        | 16,87        |             |             |  |
|                | Jean-Pierre Morin | Divers droite  | 5 059        | 9,95         |             |             |  |
|                | André Bourges     | FN             | 2 439        | 4,79         |             |             |  |
|                |                   |                |              |              |             |             |  |
| Inscrits       | Inscrits          | Inscrits       | 77 888       | 100,00       | 77 875      | 100,00      |  |
| Abstentions    | Abstentions       | Abstentions    | 25 832       | 33,17        | 21 500      | 27,61       |  |
| Votants        | Votants           | Votants        | 52 056       | 66,83        | 56 375      | 72,39       |  |
| Blancs et nuls | Blancs et nuls    | Blancs et nuls | 1 215        | 2,33         | 1 734       | 3,08        |  |
| Exprimés       | Exprimés          | Exprimés       | 50 841       | 97,67        | 54 641      | 96,92       |  |

#### Deuxième circonscription (Dinan)
|                | Charles Josselin sortant réélu | PS             | 30 659 | 50,84  |  |  |  |
|                | René Benoît sortant            | UDF (PR) (URC) | 21 492 | 35,64  |  |  |  |
|                | Christiane Nennot              | PCF            | 3 054  | 5,06   |  |  |  |
|                | Michel Bellis                  | Divers droite  | 2 808  | 4,66   |  |  |  |
|                | Charles du Boishamon           | FN             | 2 297  | 3,81   |  |  |  |
|                |                                |                |        |        |  |  |  |
| Inscrits       | Inscrits                       | Inscrits       | 81 265 | 100,00 |  |  |  |
| Abstentions    | Abstentions                    | Abstentions    | 20 057 | 24,68  |  |  |  |
| Votants        | Votants                        | Votants        | 61 208 | 75,32  |  |  |  |
| Blancs et nuls | Blancs et nuls                 | Blancs et nuls | 898    | 1,47   |  |  |  |
| Exprimés       | Exprimés                       | Exprimés       | 60 310 | 98,53  |  |  |  |

#### Troisième circonscription (Lamballe - Loudéac)
|                | Didier Chouat sortant réélu | PS              | 30 476 | 50,92  |  |  |  |
|                | Sébastien Couëpel sortant   | UDF (CDS) (URC) | 23 804 | 39,77  |  |  |  |
|                | Moïse Rouget                | PCF             | 3 571  | 5,96   |  |  |  |
|                | Jean Lescalier              | FN              | 1 995  | 3,33   |  |  |  |
|                |                             |                 |        |        |  |  |  |
| Inscrits       | Inscrits                    | Inscrits        | 80 777 | 100,00 |  |  |  |
| Abstentions    | Abstentions                 | Abstentions     | 20 147 | 24,94  |  |  |  |
| Votants        | Votants                     | Votants         | 60 630 | 75,06  |  |  |  |
| Blancs et nuls | Blancs et nuls              | Blancs et nuls  | 784    | 1,29   |  |  |  |
| Exprimés       | Exprimés                    | Exprimés        | 59 846 | 98,71  |  |  |  |

#### Quatrième circonscription (Guingamp)
| Candidat       | Candidat              | Parti          | Premier tour | Premier tour | Second tour | Second tour |  |
| Candidat       | Candidat              | Parti          | Voix         | %            | Voix        | %           |  |
| -------------- | --------------------- | -------------- | ------------ | ------------ | ----------- | ----------- |  |
|                | Maurice Briand élu    | PS             | 20 580       | 34,51        | 37 882      | 61,90       |  |
|                | Félix Leyzour         | PCF            | 17 888       | 30,00        | Retrait     | Retrait     |  |
|                | Daniel Pennec         | RPR (URC)      | 16 616       | 27,87        | 23 315      | 38,09       |  |
|                | Myriam de Coatparquet | FN             | 2 505        | 4,20         |             |             |  |
|                | Jean-Marie Salomon    | Régionaliste   | 2 030        | 3,40         |             |             |  |
|                |                       |                |              |              |             |             |  |
| Inscrits       | Inscrits              | Inscrits       | 81 800       | 100,00       | 81 794      | 100,00      |  |
| Abstentions    | Abstentions           | Abstentions    | 21 006       | 25,68        | 17 992      | 22          |  |
| Votants        | Votants               | Votants        | 60 794       | 74,32        | 63 802      | 78          |  |
| Blancs et nuls | Blancs et nuls        | Blancs et nuls | 1 175        | 1,93         | 2 605       | 4,08        |  |
| Exprimés       | Exprimés              | Exprimés       | 59 619       | 98,07        | 61 197      | 95,92       |  |

#### Cinquième circonscription (Lannion - Paimpol)
| Candidat       | Candidat               | Parti          | Premier tour | Premier tour | Second tour | Second tour |  |
| Candidat       | Candidat               | Parti          | Voix         | %            | Voix        | %           |  |
| -------------- | ---------------------- | -------------- | ------------ | ------------ | ----------- | ----------- |  |
|                | Pierre-Yvon Trémel élu | PS             | 30 769       | 48,72        | 40 064      | 58,76       |  |
|                | Marc Sabbagh           | RPR (URC)      | 20 559       | 32,55        | 28 114      | 41,23       |  |
|                | Hervé Le Bars          | PCF            | 5 820        | 9,21         |             |             |  |
|                | François Floc'h        | FN             | 3 567        | 5,65         |             |             |  |
|                | Jean Arhant            | Divers droite  | 2 087        | 3,31         |             |             |  |
|                | Olivier Racinet        | Divers droite  | 340          | 0,54         |             |             |  |
|                | Jean Burlot            | Divers droite  | 2            | 0            |             |             |  |
|                |                        |                |              |              |             |             |  |
| Inscrits       | Inscrits               | Inscrits       | 91 379       | 100,00       | 91 358      | 100,00      |  |
| Abstentions    | Abstentions            | Abstentions    | 27 100       | 29,66        | 21 848      | 23,91       |  |
| Votants        | Votants                | Votants        | 64 279       | 70,34        | 69 510      | 76,09       |  |
| Blancs et nuls | Blancs et nuls         | Blancs et nuls | 1 135        | 1,77         | 1 332       | 1,92        |  |
| Exprimés       | Exprimés               | Exprimés       | 63 144       | 98,23        | 68 178      | 98,08       |  |

## Rappel des résultats départementaux des élections de 1986
|                       |              |              |              |              |            |            |          |          |
| 1re (Saint-Brieuc)    | 38,73 23 068 | 21,22 12 639 | 20,86 12 423 | 11,50 6 854  | 4,52 2 696 | 1,85 1 104 | 0,77 464 | 0,51 304 |
| 2e (Dinan)            | 42,35 27 186 | 29,61 19 007 | 16,24 10 427 | 5,63 3 617   | 3,91 2 512 | 1,37 884   | 0,41 266 | 0,45 291 |
| 3e (Lamballe-Loudéac) | 40,46 26 172 | 29,01 18 768 | 18,69 12 090 | 6,79 4 394   | 2,75 1 780 | 1,52 984   | 0,43 284 | 0,32 207 |
| 4e (Guingamp)         | 30,53 20 244 | 19,74 13 093 | 18,97 12 581 | 24,76 16 421 | 3,20 2 122 | 1,77 1 177 | 0,65 434 | 0,35 233 |
| 5e (Lannion-Paimpol)  | 37,58 26 285 | 27,35 19 131 | 17,95 12 554 | 9,27 6 484   | 4,96 3 475 | 1,87 1 310 | 0,65 459 | 0,33 233 |